# Ан Джи Мин
Ан Джи Мин (кор. 안지민; англ. An Ji Min; род. 29 апреля 1992 года в Сеуле) — корейская конькобежка, двукратная бронзовый призёр чемпионата мира среди юниоров, участница зимних Олимпийских игр 2010 года.

## Биография
Ан Джи Мин начала кататься на коньках, когда училась начальной школе. В возрасте 10 лет она переехала в Канаду, город Калгари, где стажировалась под руководством канадского тренера. В сезоне 2004/05 вернулась в Корею и выиграла обе дистанции на 1000 м на 4-м Национальном соревновании "Dream Tree Competition" среди начальных школ 5-6 класса, а в сезоне 2005/06 на Национальном чемпионате среди юниоров стала победителем в многоборье среди средних школ и выиграла в забеге на 500 м на 87-х Национальных провинциальных играх.
Через год Ан Джи Мин участвовала в чемпионате Кореи среди студентов и заняла 2-е место в многоборье. В 2008 году стала соревноваться на взрослом чемпионате страны и сразу выиграла "бронзу" в классическом многоборье, а также дебютировала на чемпионате Азии и заняла 4-е место на дистанции 1000 м и 6-е на 500 м. Следующий год стал успешным для ученицы средней школы Ихва. Она заняла 3-е места на чемпионате Кореи на отдельных дистанциях 500 и 1000 м и в комбинации спринта, а также стала чемпионом среди юниоров в многоборье.
В том же 2009 году Ан Джи Мин установила новый рекорд Кореи на дистанции 1500 м на 39-м Национальном кубке президента с результатом 2:06,77 сек,  и участвовала на чемпионате мира в спринтерском многоборье в Москве, где заняла 22-е место, а следом на юниорском чемпионате мира в Закопане завоевала "бронзу" в командной гонке преследования и "серебро" на дистанции 500 м. 
В 2010 году вновь выиграла юниорский чемпионат Кореи в многоборье и снова стала 3-й в командной гонке на юниорском чемпионате мира в Москве. Она также участвовала на зимних Олимпийских играх в Ванкувере и стала 31-й на дистанции 500 м. Следующие два сезона она не показывала результатов необходимых для международного уровня. В 2013 году заняла 4-е место в спринте на чемпионате Кореи и 2-е на дистанции 1000 м на 94-м Национальном зимнем фестивале.
В декабре 2013 года на зимней Универсиаде в Трентино выиграла бронзовую медаль на дистанции 500 м, уступив своим подругам по команде Ким Хён Ён (1-е место) и Пак Сын Джу (2-е). После чего завершила карьеру спортсменки.

## Личная жизнь
Ан Джи Мин окончила Сеульский национальный университет.